# C. Michelle Olmstead
Pour les articles homonymes, voir Olmstead.
C. Michelle Olmstead est une astronome américaine. D'après le Centre des planètes mineures, elle a découvert quarante-six astéroïdes entre 1977 et 1990. Elle a codécouvert la comète périodique 127P/Holt-Olmstead. L'astéroïde (3287) Olmstead a été nommé en son honneur.

## Astéroïdes découverts
| (5633) 1978 UL7   | 27 octobre 1978   |
| (6360) 1978 UA7   | 27 octobre 1978   |
| (7510) 1978 UF6   | 27 octobre 1978   |
| (7914) 1978 UW7   | 27 octobre 1978   |
| (8363) 1990 RV    | 13 septembre 1990 |
| (8784) 1977 RQ19  | 9 septembre 1977  |
| (10998) 1978 UN4  | 27 octobre 1978   |
| (11447) 1978 UL4  | 27 octobre 1978   |
| (13907) 1977 RS17 | 9 septembre 1977  |
| (14319) 1978 US5  | 27 octobre 1978   |
| (14320) 1978 UV7  | 27 octobre 1978   |
| (14798) 1978 UW4  | 27 octobre 1978   |
| (17359) 1978 UP4  | 27 octobre 1978   |
| (17360) 1978 UX5  | 27 octobre 1978   |
| (17361) 1978 UF7  | 27 octobre 1978   |
| (17362) 1978 UT7  | 27 octobre 1978   |
| (19085) 1978 UR4  | 27 octobre 1978   |
| (23407) 1977 RG19 | 9 septembre 1977  |
| (23412) 1978 UN5  | 27 octobre 1978   |
| (24612) 1978 UE6  | 27 octobre 1978   |
| (27661) 1978 UK6  | 27 octobre 1978   |
| (27662) 1978 UK7  | 27 octobre 1978   |
| (29184) 1990 SL10 | 17 septembre 1990 |
| (30819) 1990 RL2  | 15 septembre 1990 |
| (32736) 1978 UE5  | 27 octobre 1978   |
| (32737) 1978 UZ6  | 27 octobre 1978   |
| (39470) 1978 UB7  | 27 octobre 1978   |
| (39471) 1978 UF8  | 27 octobre 1978   |
| (43726) 1978 UJ5  | 27 octobre 1978   |
| (48382) 1978 UC6  | 27 octobre 1978   |
| (52232) 1978 UY4  | 27 octobre 1978   |
| (52233) 1978 UQ5  | 27 octobre 1978   |
| (52234) 1978 UX7  | 27 octobre 1978   |
| (55721) 1978 UX4  | 27 octobre 1978   |
| (69232) 1978 UJ4  | 27 octobre 1978   |
| (69233) 1978 UL6  | 27 octobre 1978   |
| (73643) 1978 UA5  | 27 octobre 1978   |
| (73644) 1978 UD7  | 27 octobre 1978   |
| (85122) 1978 UZ5  | 27 octobre 1978   |
| (85175) 1990 RS   | 13 septembre 1990 |
| (90674) 1978 UD5  | 27 octobre 1978   |
| (90675) 1978 UQ6  | 27 octobre 1978   |